# 李朝貴 (京劇鼓師)
李朝貴，京劇鼓師，師從白登雲學習京劇司鼓藝術，以他在京劇音樂上的成就獲評中國一級演奏員職稱。
畢業于北京的中國戲曲學校（現在的中國戲曲學院和中國戲曲學院附中，直屬中华人民共和国文化部），與林宗禔、王志範、史鎮鑫等同班。
後來調到上海京劇院革命現代京劇《海港》劇組，擔任甲組鼓師，電影版的鼓師也是他（甲組和電影版的琴師是馬錦良和查長生）。從此一直在上海京劇院工作，直到現在，曾隨團到許多國家巡迴公演。
京劇司鼓作品有現代京劇（京劇現代戲）《海港》（公演和京劇電影），新編古裝京劇《乾隆下江南》（電視京劇；京劇電視劇）、《貍貓換太子》、《梅妃》等。
曾與尤繼舜等合作錄製多張京劇音樂唱片和舉行京劇音樂會。他擔任新編古裝京劇《貍貓換太子》和《梅妃》的打擊樂設計，與高一鳴、龔國泰合作《乾隆下江南》的音樂設計。